# Hemibystra brevispina
Hemibystra brevispina là một loài tò vò trong họ Ichneumonidae.